# Debout les morts!
Debout les morts! è un cortometraggio del 1916 diretto da André Heuzé, Léonce Perret e Henri Pouctal.